# Farre (Favrskov)
Farre is een plaats in de Deense regio Midden-Jutland, gemeente Favrskov, en telt 254 inwoners (2007).